# Massengräber in Rogatec
In der Gemeinde Rogatec wurden 10 Massengräber aus der Zeit des Zweiten Weltkriegs gefunden, davon neun im Ort Rogatec 

## Rogatec
- Das Grab Kutner-Schlucht (slowenisch: Grobišče Kutnerjev greben) befindet sich östlich der Stadt, zwischen einer Schlucht und einer Straße, etwa 250 Meter vom Haus Križan im Weiler Ceste entfernt. Es enthält die Überreste von Menschen aus Ungarn und der Ukraine, die von den deutschen Truppen in einen Schützengraben gebracht und dort ermordet wurden.[1]

- Das Parkplatz-Massengrab (Grobišče na parkirišču) liegt auf dem Parkplatz gegenüber der Tankstelle in Rogatec südlich der Bahngleise. Es enthält die sterblichen Überreste von zwei Kriegsgefangenen, die im Mai 1945 von einem Partisanen auf einem Pferd gefesselt, zu einer Weide geführt und erschossen wurden.[2]

- Das Grab Rehar-Ecke (Grobišče Reharjev kot) befindet sich auf einer Wiese am Ende der Grafen-von-Celje-Straße (Poti Celjskih grofov). Es enthält die Überreste von vier jungen Männern, die in der Nacht des 19. Mai 1945 dorthin geführt, erschossen und auf der Wiese liegen gelassen wurden.[3]

- Das Massengrab Strmol (Grobišče za Strmolom) liegt etwa 110 Meter oberhalb des Herrenhauses Strmol. Es enthält die Überreste einer Gruppe von Gefangenen, die nach dem Krieg aus dem Herrenhaus entführt und ermordet wurden.[4]

- Die Gräber Strmol Park 1 und 2 (Grobišče v parku Strmol 1, 2) befinden sich im Park unterhalb des Herrenhauses Strmol. Sie enthalten die sterblichen Überreste zweier jugoslawischer Offiziere, eines Vaters und eines Sohnes, die hier Anfang 1941 erschossen und begraben wurden.[5][6]

- Das Massengrab bei der Bartholomäus-Kirche (Grobišče pri sv. Jerneju) liegt innerhalb der nordwestlichen Mauer um die Kirche des Heiligen Bartholomäus. Bei Ausgrabungsarbeiten wurden die Überreste von drei Personen gefunden.[7]

- Das Grab bei der Špurn-Kapelle (Grobišče Špurnova kapela) befindet sich hinter dem Hügel oberhalb des Stadtfriedhofs. Es enthält die sterblichen Überreste mehrerer Personen, darunter zwei junge Männer, die in der Nähe des Flusses Sotla gefangen genommen wurden, und einen österreichischen Soldaten, der im Mai 1945 erschossen wurde.[8]

- Das Massengrab an der Hyazintha-Kirche (Grobišče pri sv. Hiacinti) liegt in einer Schlucht hinter der Kirche der Heiligen Hyazintha Mariscotti. Es enthält die sterblichen Überreste von 12 Kriegsgefangenen, die im Mai 1945 erschossen wurden.[9]

## Trlično
- Das Trlično-Massengrab (Grobišče Trlično) befindet sich am Sotla-Bach, 300 Meter (östlich des Grenzübergangs Dobovec pri Rogatcu). Es enthält die Überreste mehrerer Dutzend Kroaten und möglicherweise auch Banater Schwaben, die im Mai 1945 getötet wurden.[10]